# Харрисия
Харрисия (лат. Harrisia) — род растений семейства Кактусовые.
Назван в честь известного ямайского ботаника Уильяма Харриса.

## Распространение
Кактусы рода Харрисия произрастают в Аргентине, Парагвае, Бразилии, Боливии, Уругвае, Больших Антильских островах, Багамских островах и во Флориде. Один из видов Harrisia martinii стал инвазивным видом в Австралии, Африке и на Гавайях.
Кактусы рода Харрисия встречаются в зарослях колючих кустарников, на сухих песчаных дюнах и известковых скалах.

## Описание
Кактусы с прямыми стволами, диаметром 2—5 см. Цветки крупные, белые, раскрываются ночью. Цветочная трубка и плоды опушённые.

## Виды
По информации базы данных The Plant List, род включает 17 видов:
- Harrisia aboriginum Small ex Britton & Rose
- Harrisia adscendens (Gürke) Britton & Rose
- Harrisia balansae (K.Schum.) N.P.Taylor & Zappi
- Harrisia bonplandii (Parm.) Britton & Rose
- Harrisia divaricata (Lam.) Lourteig
- Harrisia eriophora (hort. ex Pfeiff.) Britton
- Harrisia fragrans Small ex Britton & Rose — Харрисия душистая
- Harrisia gracilis (Mill.) Britton
- Harrisia hahniana (Backeb.) Kimnach & Hutchison ex Kimnach
- Harrisia martinii (Labour.) Britton
- Harrisia platygona (Otto) Britton & Rose
- Harrisia pomanensis (F.A.C.Weber ex K.Schum.) Britton & Rose
- Harrisia regelii (Weing.) Borg
- Harrisia serruliflorus (Haw.) Lourteig
- Harrisia simpsonii Small ex Britton & Rose
- Harrisia tetracantha (Labour.) D.R.Hunt
- Harrisia tortuosa (J.Forbes ex Otto & A.Dietr.) Britton & Rose